# Повіт Кіта-Камбара
Пові́т Кіта́-Ка́мбара (яп. 北蒲原郡, きたかんばらぐん, МФА: [kʲi̥ta kambaɾa guɴ]) — повіт в префектурі Ніїґата, Японія. 